# Go Dumb
Go Dumb è un singolo del produttore discografico statunitense Y2K pubblicato il 19 aprile 2020.

## Descrizione
Partecipano al brano i rapper The Kid Laroi, Blackbear, Bankrol Hayden.

## Tracce
1. Go Dumb – 3:05